# پیتر چمبرز
پیتر چمبرز (انگلیسی: Peter Chambers؛ زادهٔ ۱۴ مارس ۱۹۹۰) ورزشکار روئینگ اهل بریتانیا است.
وی در مسابقات کشوری و بین‌المللی در مجموع برندهٔ ۲ مدال طلا، ۴ مدال نقره، ۲ مدال برنز شده‌است.